# Bulionówka

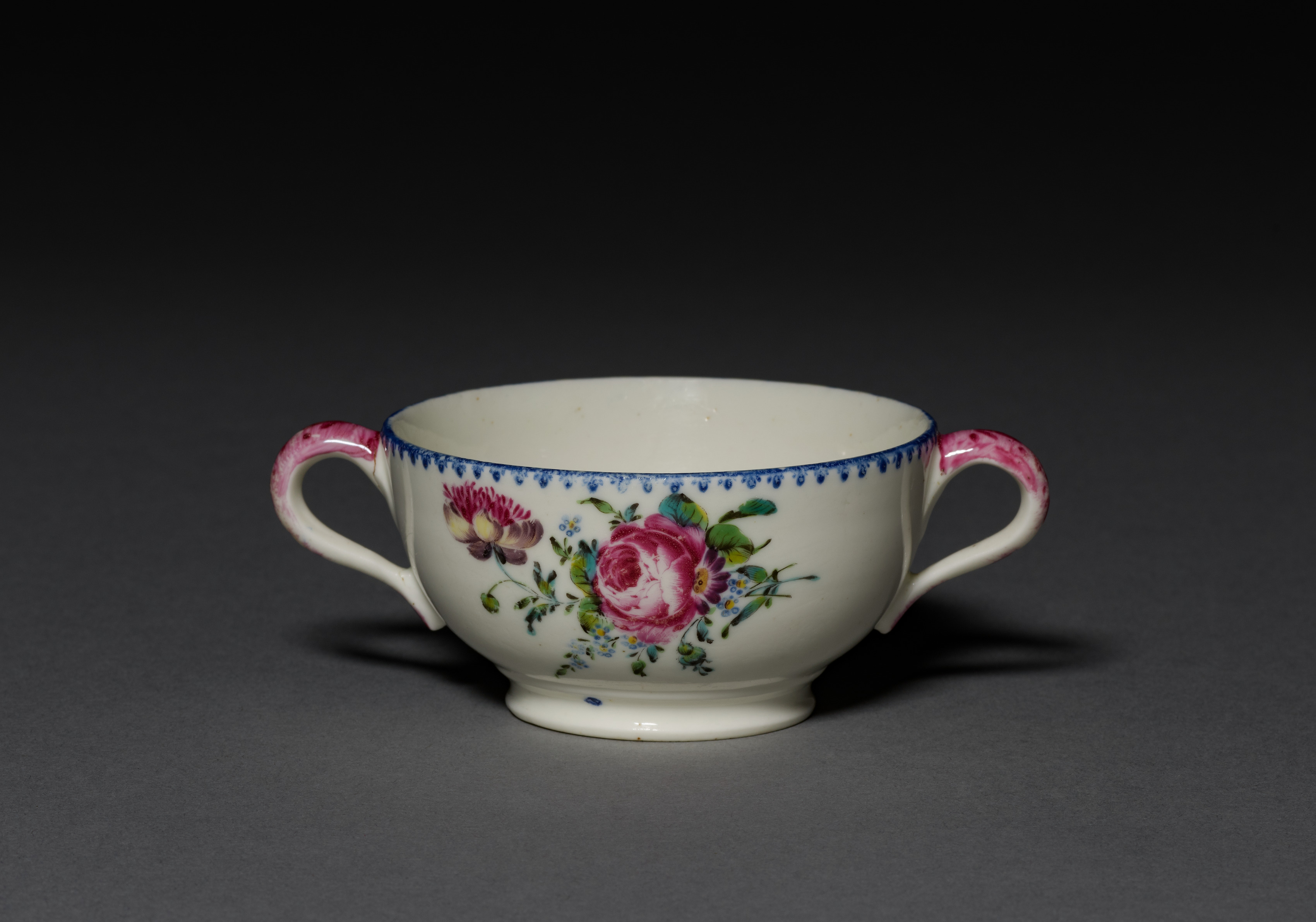
XVIII-wieczna bulionówka ze zbiorów Cleveland Museum of Art

Bulionówka – filiżanka z dwoma uszkami przeznaczona do serwowania zup.
Teoretycznie w bulionówkach podaje się wyłącznie zupy czyste i zupy kremy, a także niektóre chłodniki. Zupy czyste i kremy stygną szybciej niż inne zupy. Głębokie filiżanki lepiej zatrzymują ciepło potrawy w porównaniu do talerzy ale też lepiej utrzymują temperaturę zup zimnych. Zupy czyste podaje się w porcjach ok. 200 ml, w filiżankach o pojemności ok. 250 ml. Buliony typu consommé i zupy kremy natomiast w porcjach 150–200 ml. Jeśli zupa krem ma stanowić obfite danie główne, to podaje się ją w dużej bulionówce.
Bulionówki sprzedawane są często w komplecie ze spodkami. Spotyka się je też w zestawie z pokrywkami. Najczęściej są ceramiczne, rzadziej szklane.
Bulionówkę stawia się na spodku lub na dopasowanym rozmiarami talerzyku, wyłożonym papierową serwetką. Wszystko to stawia się razem na podtalerzu. W przypadku naczynia z pionowymi uszkami, jeśli temperatura i konsystencja zupy to umożliwia (zupy czyste), można pić ją bezpośrednio z filiżanki. Należy wówczas przytrzymać ją za ucha (w przypadku małych filiżanek, wedle wygody, za jedno lub oba uszka). Innym sposobem konsumpcji jest wybieranie zawartości łyżeczką deserową, łyżeczką do herbaty lub łyżką z okrągłym czerpakiem przeznaczoną do zup czystych lub zup kremów. Według zasad savoir-vivre’u nigdy nie należy przechylać bulionówki za lewe uszko.
Przykładem zup podawanych w bulionówce jest bulion, któremu naczynie to zawdzięcza swoją nazwę.

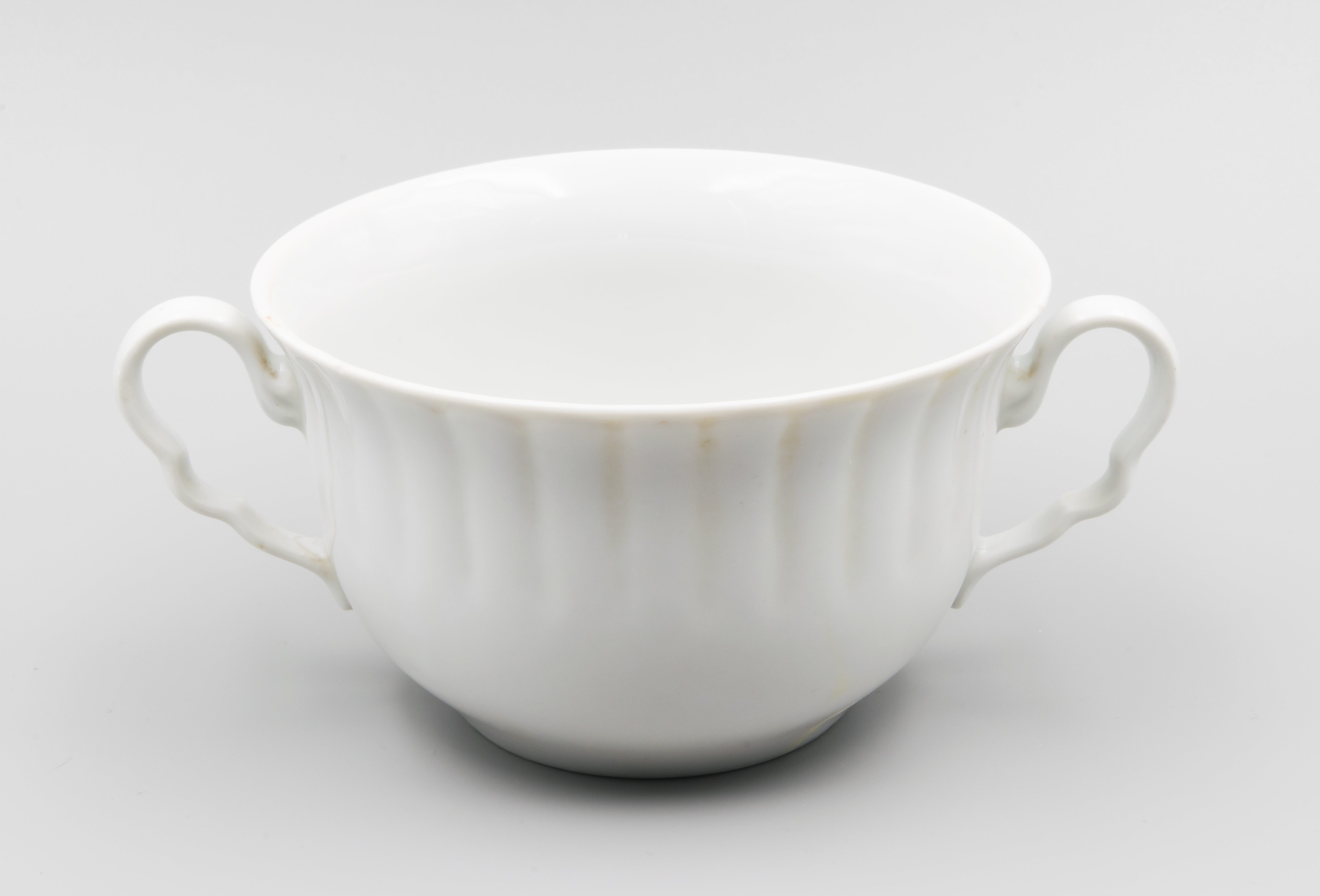
Bulionówka
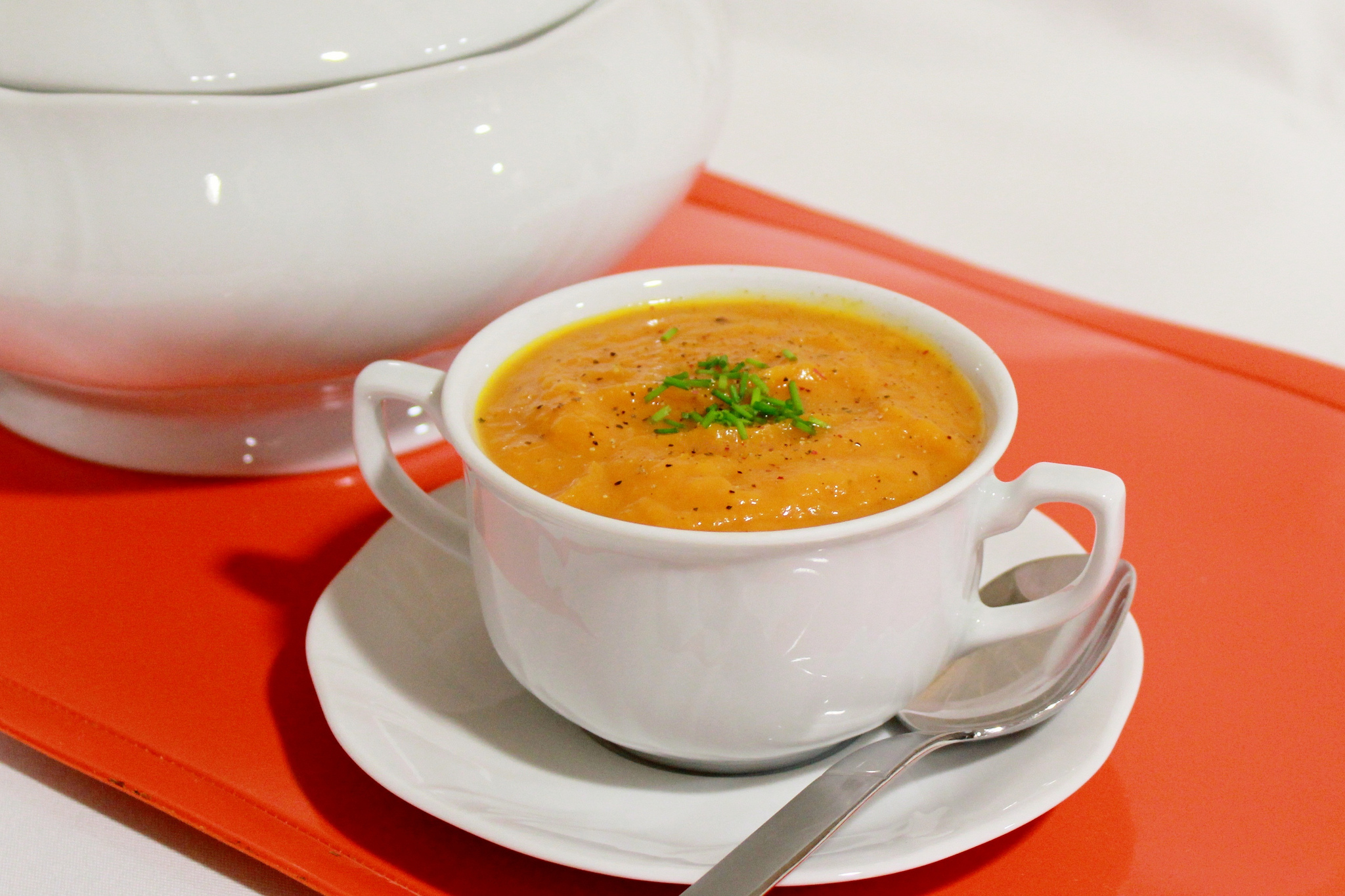
Zupa krem z dyni podana w bulionówce ze spodkiem
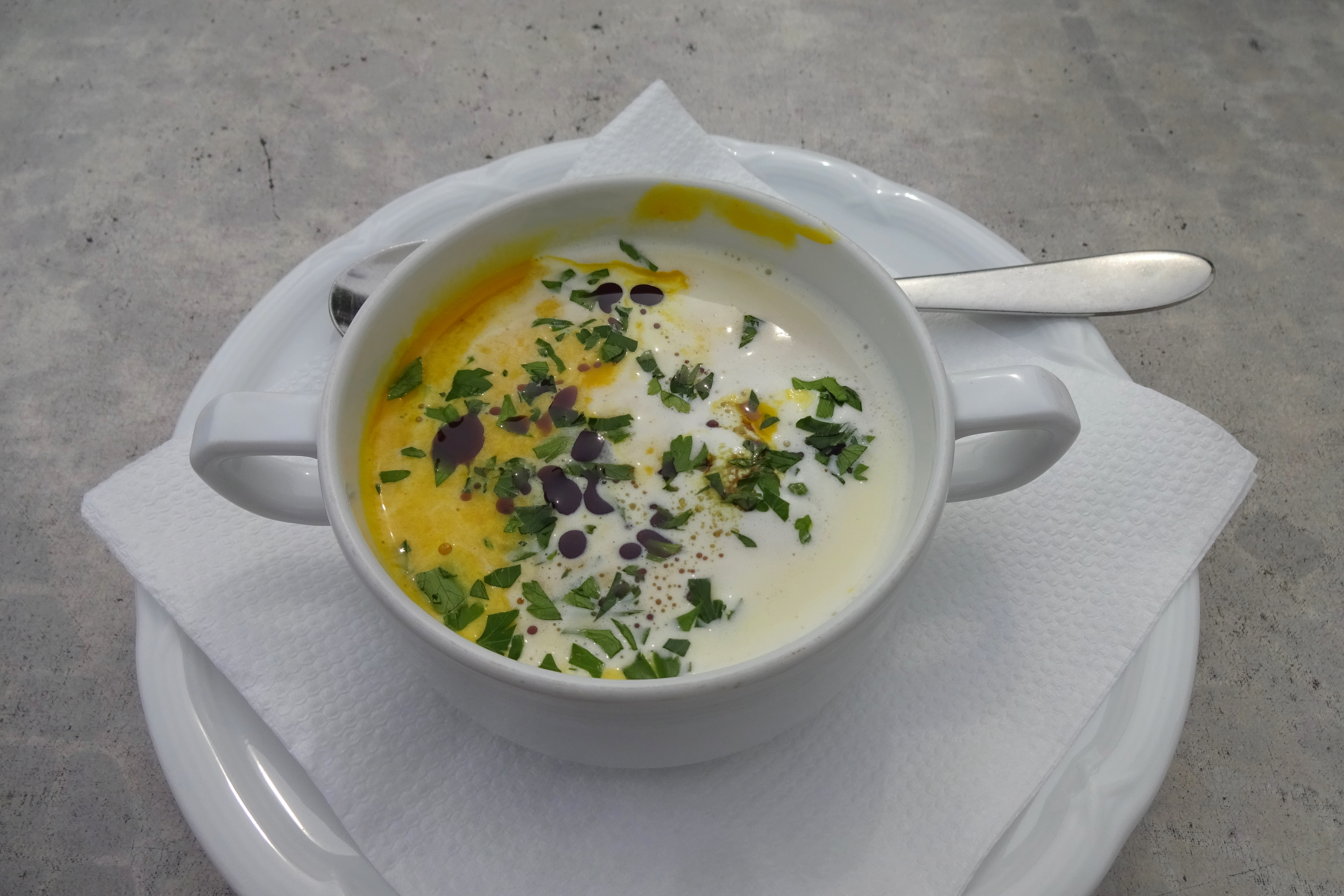
Zupa krem z dyni podana w bulionówce na talerzyku z papierową serwetką
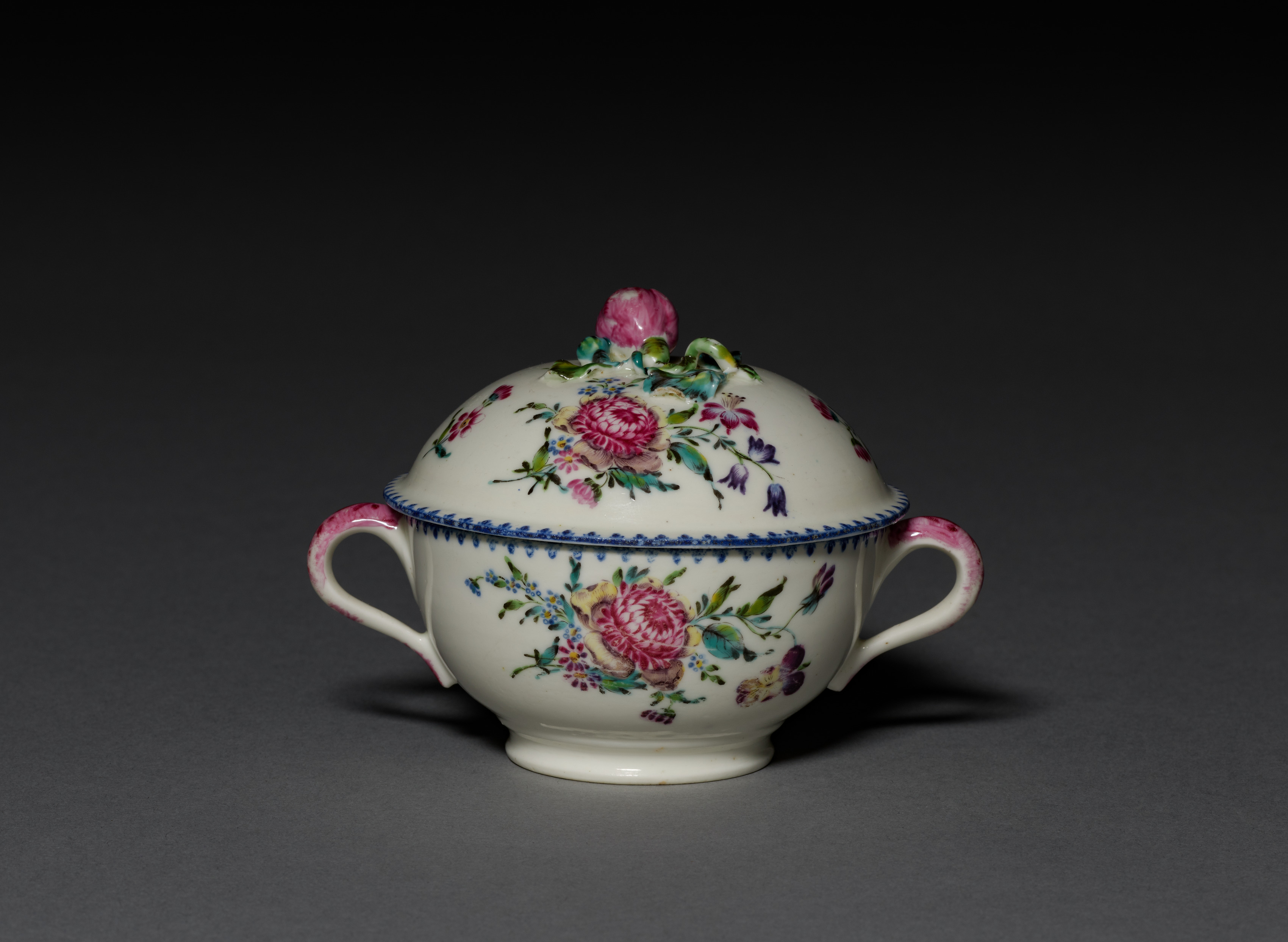
Bulionówka z pokrywką (1750–1755)
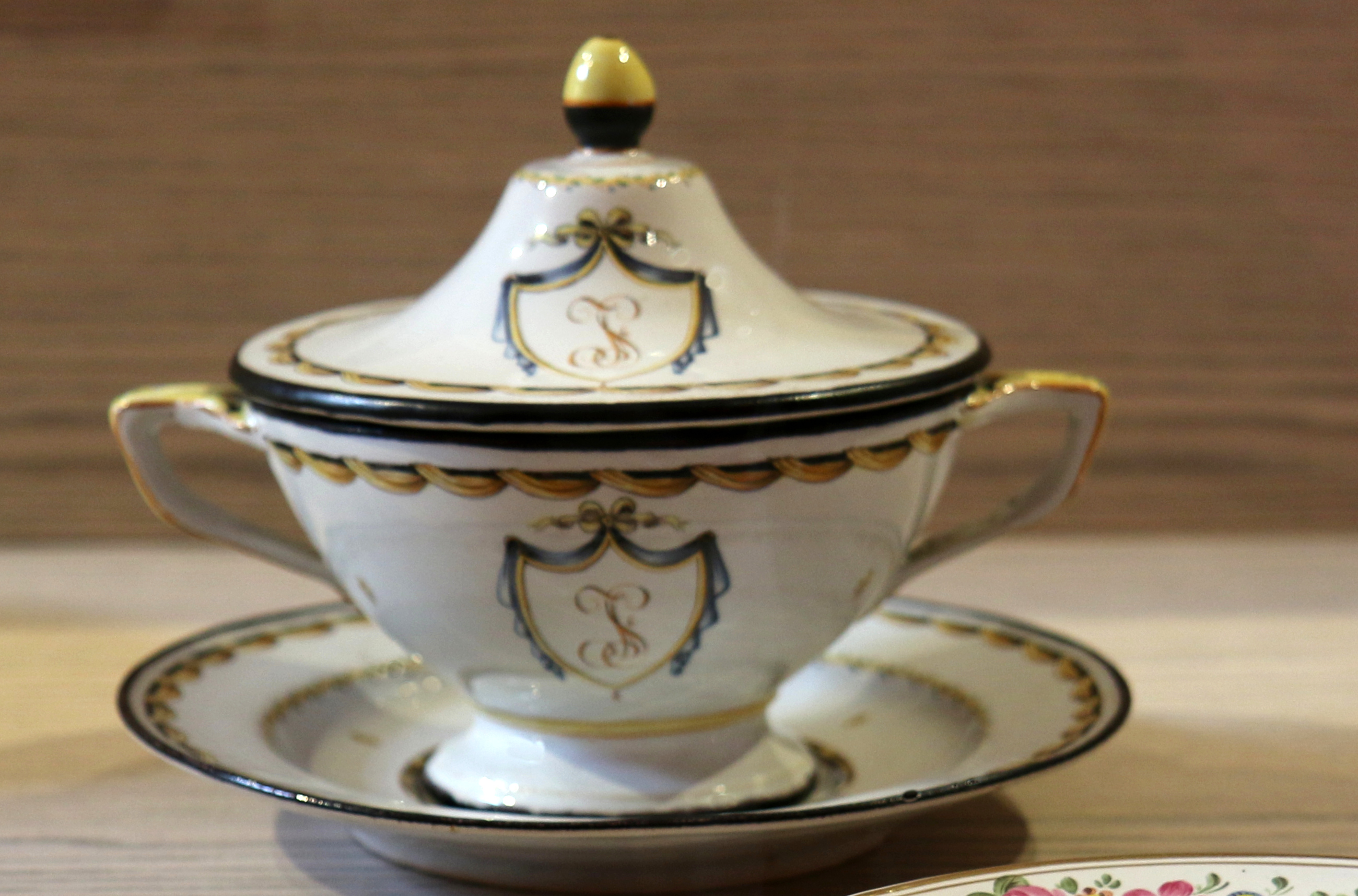
Bulionówka z pokrywką i spodkiem (1820–1850)
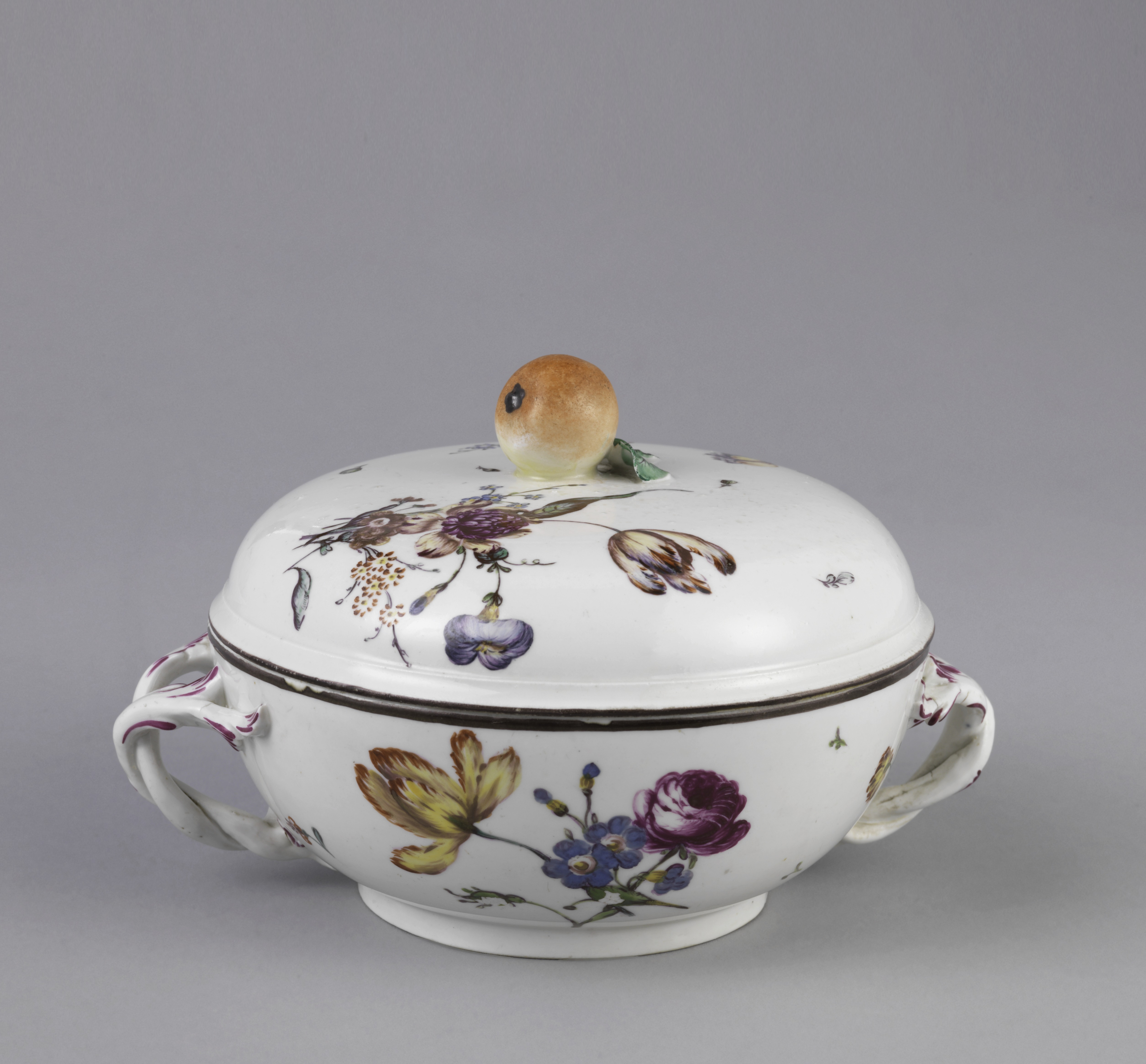
Bulionówka z pokrywką (1872–88)
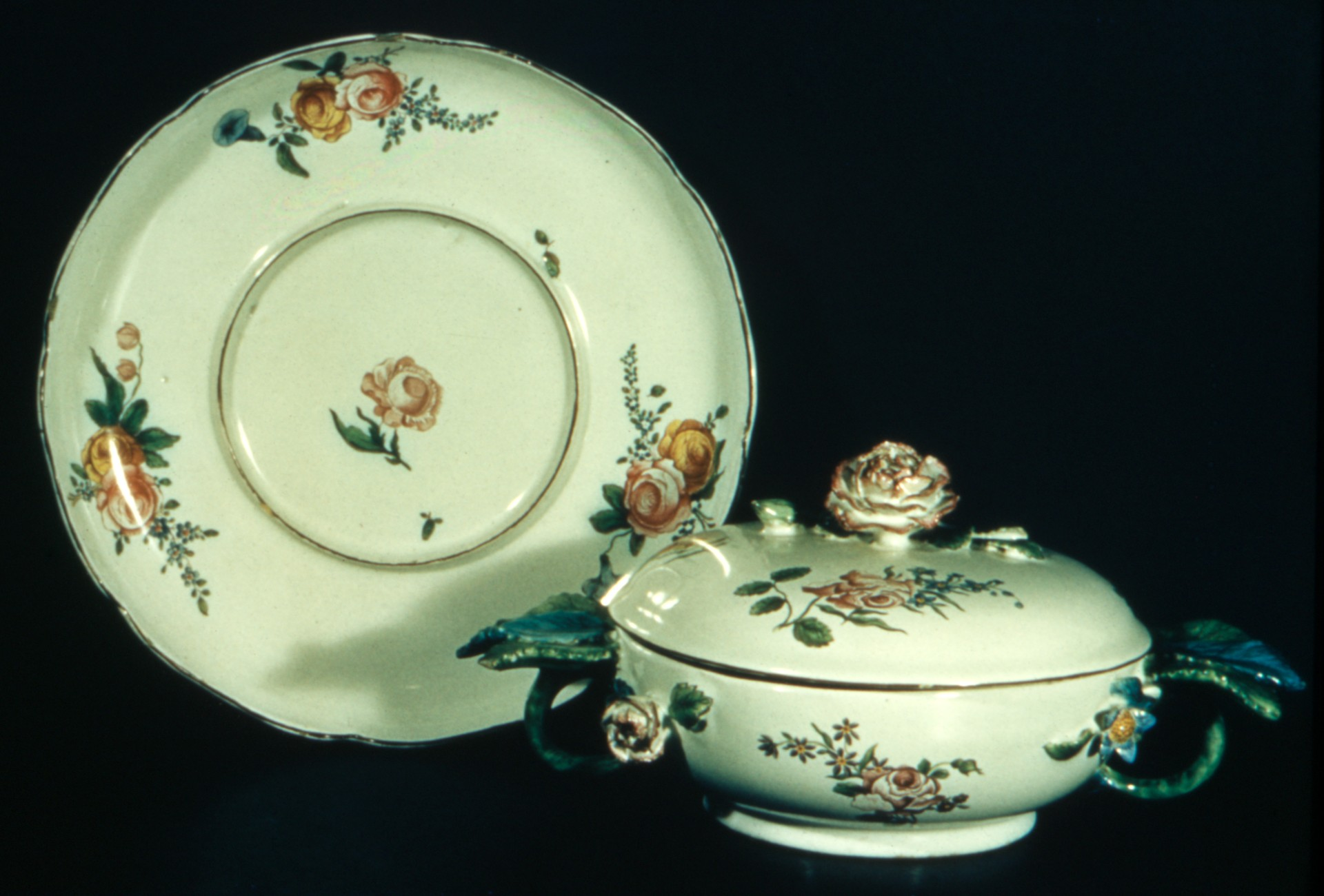
Bulionówka z pokrywką i spodkiem (1750–1752)
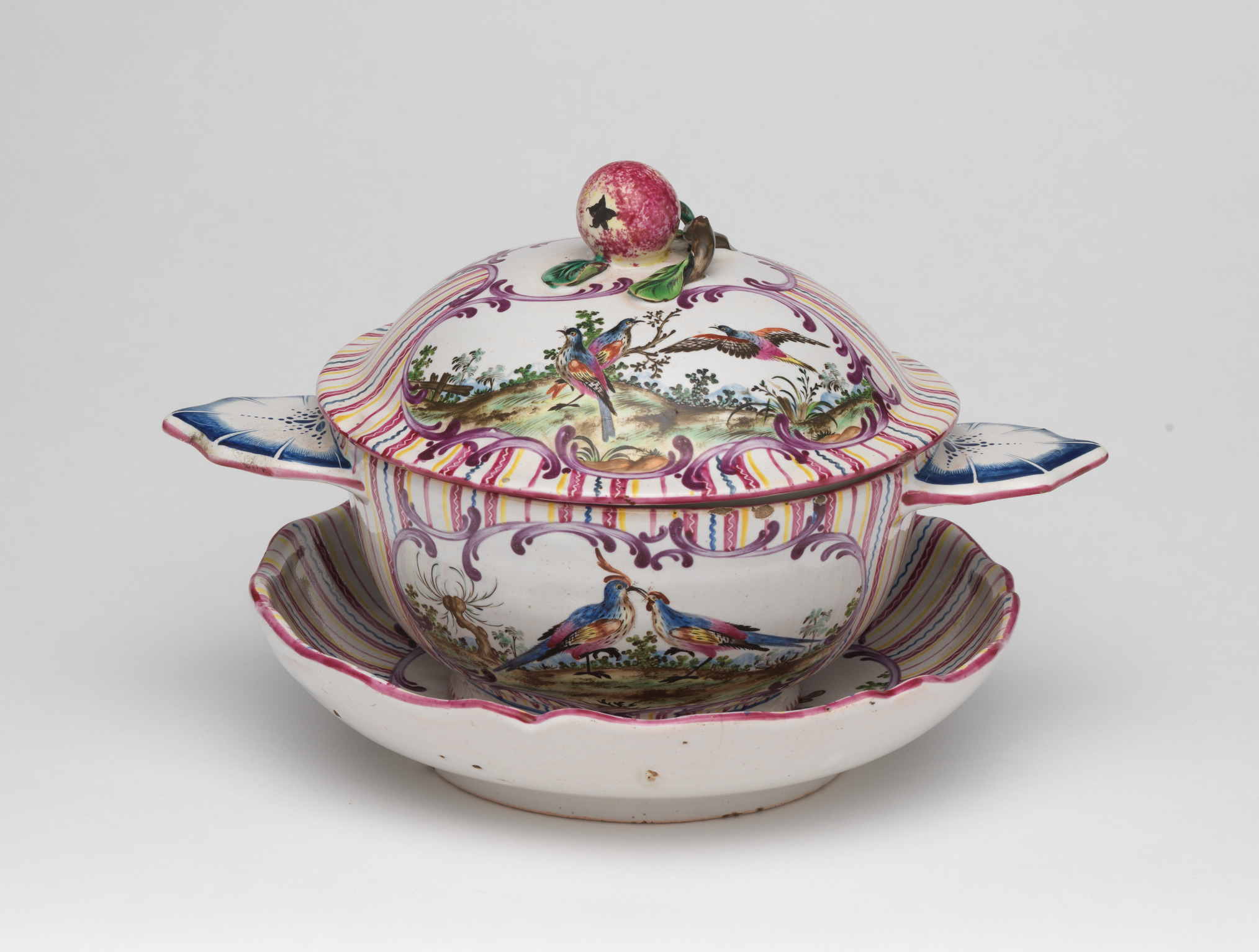
Bulionówka z pokrywką i spodkiem (1770–1780)
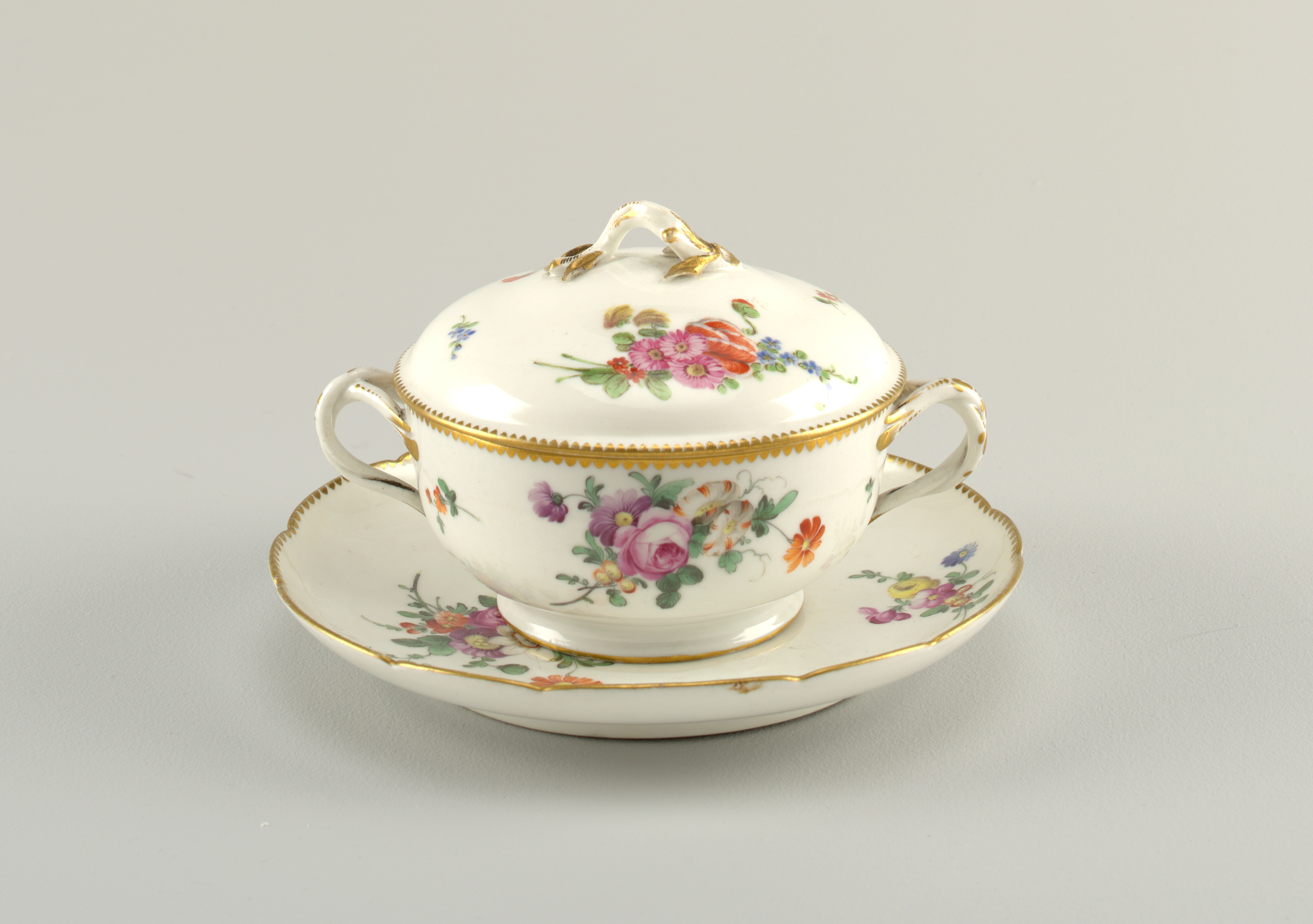
Bulionówka z pokrywką i spodkiem (1775–1791)
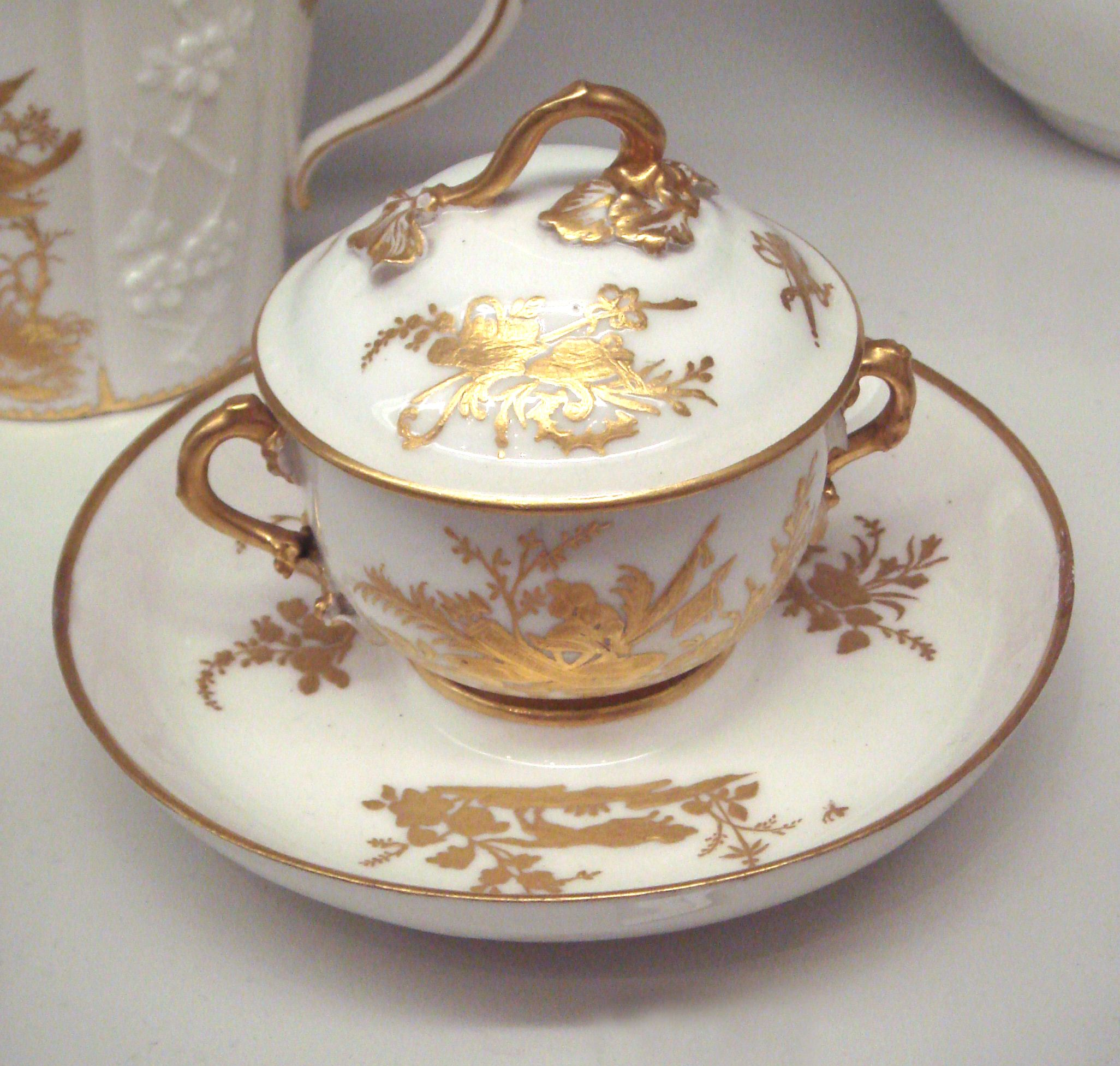
Bulionówka z pokrywką i spodkiem (1750–1752)